# Монреальский метрополитен
Монреальский метрополитен (фр. Métro de Montréal, англ. Montreal Metro) — система городского транспорта в Монреале. Второй по размерам и загруженности метрополитен в Канаде после метрополитена Торонто. К 2006 году монреальский метрополитен перевёз с момента своего открытия более 6 миллиардов пассажиров, что примерно равно населению всей Земли. Также является крупнейшим в мире полностью подземным метрополитеном.
Проектировка метрополитена Монреаля во многом вдохновлена Парижским метро, что заметно по дизайну станций и подвижного состава.
Монреальский метрополитен — первый и один из немногих в мире, в котором используются поезда на шинном ходу, совмещённом с традиционным рельсовым. Ширина колеи — 1435 мм.

## Общие сведения
Метрополитен, которым управляет Транспортное Общество Монреаля (фр. Société de transport de Montréal (STM)), был открыт 14 октября 1966 года, во времена правления мэра Жана Драпо. Открытие планировалось как показ одного из достижений в плане транспорта на выставке «Экспо-67». Первоначально метрополитен состоял из 26 станций на 3-х несообщающихся линиях.
Также во время функционирования выставки существовала отдельная линия Expo Express, не входившая в состав метрополитена и не сообщавшаяся с его остальными линиями. В отличие от «собственно метрополитена», она была полностью автоматизирована. Вскоре после окончания выставки она была закрыта как обременительная для городского бюджета.
На сегодняшний день метрополитен включает в себя 68 станций на четырёх линиях, общей протяжённостью 65 км. Метрополитен обслуживает северную, восточную и центральную части острова, на котором расположен город Монреаль, соединяясь с континентом в районе Лонгёй посредством жёлтой линии, на которой также есть остановка на острове Святой Елены. Оранжевая линия достигает западной части Монреаля, а именно — острова Лаваль.
Одна из особенностей монреальского метрополитена — использование поездов на шинном ходу, который совмещен с традиционным рельсовым. Поезда оснащены шинами из резины, которые катятся по специальным стальным или бетонным дорожкам. При выборе шинного хода инженеры руководствовались тем, что вибрация, вызванная ходом поездов, будет менее разрушительна для зданий, находящихся выше, чем в случае традиционных несущих стальных колес.

## Маршрутная сеть
В Монреальском метро работают 4 линии, каждая из которых идентифицирована определённым цветом, номером маршрута и конечными станциями. Самая загруженная линия — 2-я, оранжевая на картах, она же является и самой длинной (30 км), в то время как самая тихоходная линия — 5-я, синяя на картах. 4-я линия, жёлтая на картах — самая короткая, имеет всего 3 станции. Построена она была специально для удобного транспорта к Всемирной выставке 1967 года, которая проходила на острове Святой Елены. 28 апреля 2007 года на 2-й линии было открыто ещё 3 станции. Тем самым она была продлена на северо-запад к острову Лаваль.
| №      | Название  | Конечные станции                                | Дата открытия линии | Последняя станция открыта | Длина, км | Количество станций |
| ------ | --------- | ----------------------------------------------- | ------------------- | ------------------------- | --------- | ------------------ |
| 1      | Зелёная   | Angrignon ↔ Honoré-Beaugrand                    | 1966                | 1978                      | 22,1      | 27                 |
| 2      | Оранжевая | Côte-Vertu ↔ Montmorency                        | 1966                | 2007                      | 30        | 31                 |
| 4      | Жёлтая    | Berri-UQAM ↔ Longueuil-Université-de-Sherbrooke | 1967                | 1967                      | 4,25      | 3                  |
| 5      | Синяя     | Snowdon ↔ Saint-Michel                          | 1986                | 1988                      | 9,7       | 12                 |
| Всего: | Всего:    |                                                 |                     |                           | 66,05     | 73                 |

## История
Строительство началось в мае 1962 года, с расчётом, что к лету 1967 года метро будет работать. Летом 1967 года в Монреале должна была проходить всемирная выставка Экспо-67, поэтому город нуждался в транспортной системе. В первоначальном варианте было всего 3 линии. В связи с проведением летних Олимпийских игр 1976 года в Монреале в 1971 году начались работы по продлению зелёной линии на север, к тому месту, где сейчас расположены стадион и олимпийская деревня. Затем с 1978 по 1982 год оранжевая линия продлевалась несколько раз в обоих направлениях. Станции голубой линии открывались в период с 1986 по 1988 годы, однако спроектированы они были на 10 лет раньше.

## Оплата проезда
Стоимость одной поездки составляет 3.50 CAD. Для детей (6 - 17 лет) и людей старше 65 лет – 2.50 - 1.00 CAD. Билет действителен в течение 120 минут и действует не только в метро, но и на автобусных маршрутах, позволяя совершать необходимое количество пересадок в указанное время. Доступны проездные на две поездки (их стоимость 6.50 CAD) и на 10 поездок (стоимостью 30.00 CAD). Также есть билеты для неограниченного проезда на 1 день стоимостью 10 CAD, на 3 дня – 20.50 CAD, на 1 неделю – 28.00 CAD, на 1 месяц – 96 CAD. Кроме того, можно пользоваться пополняемой бесконтактной картой OPUS стоимостью 6 CAD.

### Перспективы развития
С начала 2000-х годов планируется развитие пятой (голубой) линии на северо-восток до района Анжу. Изначально предполагалось, что новый отрезок линии будет включать в себя 6 новых станций, но в 2010 году проект видоизменили, в том числе и из-за планирования и скорого открытия электропоездов до города Маскуш (направление было открыто в конце 2014 года). В результате продление было укорочено всего до трёх станций, строительство которых планируется начать в ближайшее время. Данный участок станет первым наземным участком Монреальского метрополитена.
Монреальский метрополитен соединяется на ряде пересадочных станций с пригородной электричкой Exo (линия Deux-Montagnes).
В срок до 2021 г. планируется преобразовать эту линию в сеть лёгкого метро REM, не входящую в состав Монреальского метро, увеличив при этом количество станций и достроив ряд линий.